# Culex cheesmanae
Culex cheesmanae är en tvåvingeart som beskrevs av Mattingly och E. Sydney Marks 1955. Culex cheesmanae ingår i släktet Culex och familjen stickmyggor.
Artens utbredningsområde är Nya Kaledonien. Inga underarter finns listade i Catalogue of Life.